# نیو آلبانی (ایندیانا)
نیو آلبانی، ایندیانا (به انگلیسی: New Albany, Indiana) یک شهر در ایالات متحده آمریکا با جمعیت ۳۶٬۳۷۲ نفر است که در ایندیانا واقع شده‌است.

## موقعیت جغرافیایی
موقعیت جغرافیایی شهرها و مناطق اطراف به شرح زیر است: